# Эксперимент Гриффита
Эксперимент Гри́ффита был выполнен в 1928 году Фредериком Гриффитом, доказывает, что бактерии способны передавать генетическую информацию по механизму трансформации.
Гриффит заражал мышей двумя штаммами пневмококков (Streptococcus pneumoniae) — типа III-S (гладкие) и II-R (шероховатые). Пневмококки штамма III-S покрыты полисахаридной капсулой, которая защищает их от иммунной системы хозяина, и являются вирулентными, то есть способны приводить к смерти зараженной особи. Бактерии штамма II-R не имеют защитной капсулы и невирулентны. До эксперимента Гриффита бактериологи полагали, что виды неизменны и сохраняют свои свойства из поколения в поколение.
В ходе эксперимента бактерии вирулентного штамма III-S убивали нагреванием и добавляли к бактериям штамма II-R. По отдельности убитые бактерии III-S и живые бактерии II-R не приводили к смерти мышей. Однако в крови мышей, умерших после введения смеси, были обнаружены бактерии обоих штаммов, III-S и II-R. Гриффит пришел к заключению, что невирулентные бактерии штамма II-R трансформировались в вирулентный штамм каким-то компонентом убитого штамма III-S.
В настоящее время известно, что «трансформирующим началом» в эксперименте Гриффита была ДНК штамма III-S. Нагревание убивало бактерии, однако их ДНК оставалась неповрежденной и в ходе эксперимента захватывалась бактериями штамма II-R. Бактерии штамма III-S содержат гены, кодирующие компоненты, необходимые для синтеза полисахаридной оболочки. Бактерии штамма II-R, получившие эти гены, получали защиту от иммунной системы мыши и убивали последних. Штамм бактерий в ходе эксперимента изменялся.
Точная природа трансформирующего начала (ДНК) была установлена в эксперименте Эвери, Маклеода и Маккарти, а также в эксперименте Херши и Чейз.